# ウルトラソニック・スタジオ

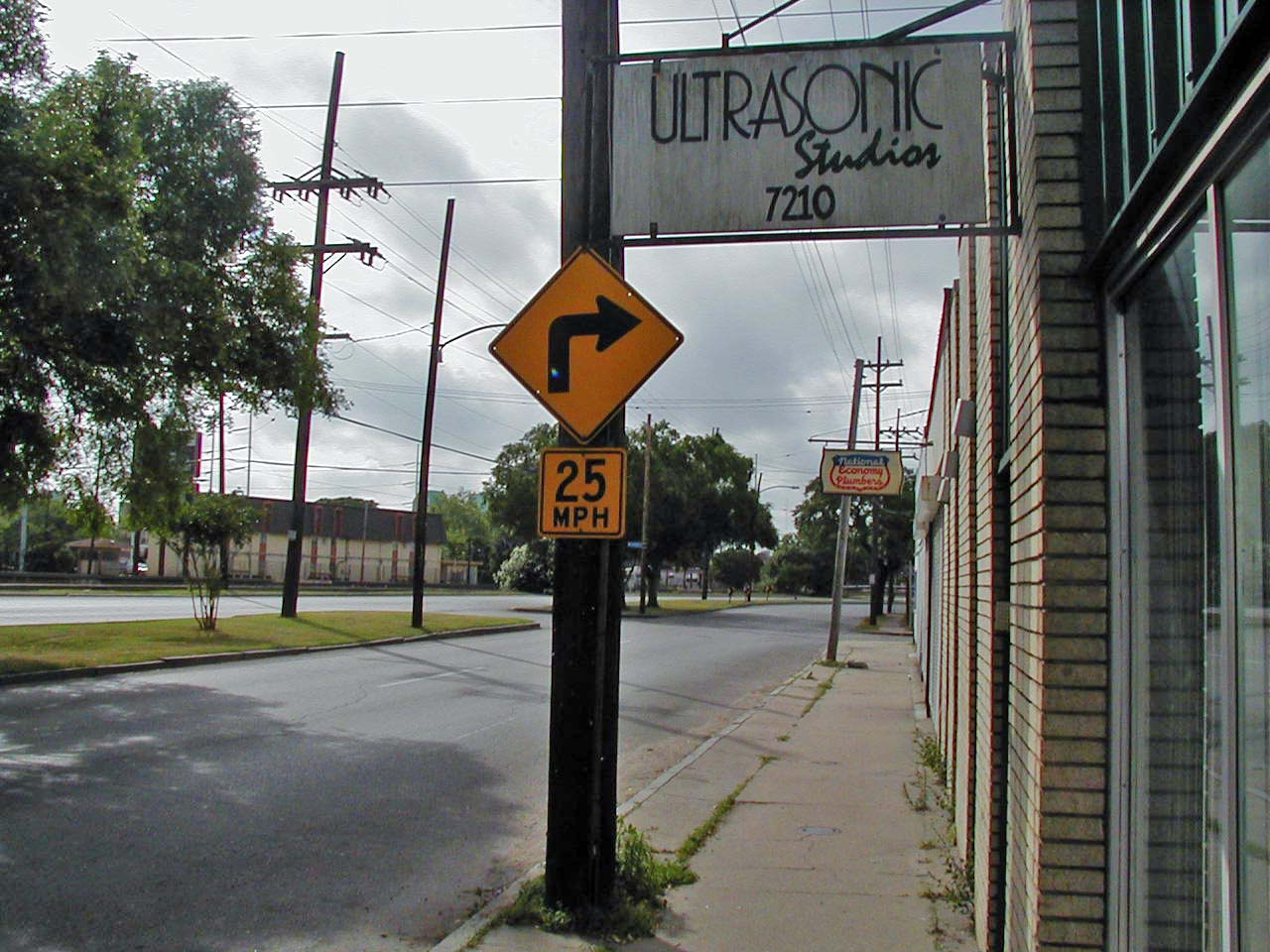
ウルトラソニック・スタジオの看板

ウルトラソニック・スタジオ (Ultrasonic Studios) は、アメリカ合衆国ルイジアナ州ニューオーリンズにかつて存在した音楽レコーディング・スタジオ。市内アップタウンのザビエル大学付近のワシントン・アベニュー沿いに位置していた。ジェイ・ギャラガー、ジョージ・ハロウェルの2人によって1977年設立。2002年、彼らはスタジオに勤務していたエンジニアのデイヴィッド・ファレルとスティーヴ・レイノルズにスタジオを売却し、経営から身を引いた。
同スタジオでは、数多くのニューオーリンズ、ルイジアナ音楽のレコーディングが行われており、その中にはドクター・ジョンの Goin' Back To New Orleans、ジェイムズ・ブッカーのClassified、クラレンス・"ゲイトマウス"・ブラウンのGate Swings、ファッツ・ドミノのAlive and Kickin'、ダーティー・ダズン・ブラス・バンドのJellyなどがある。
2005年のハリケーン・カトリーナ後の水害により、同スタジオは壊滅的な被害を受け、以後業務を再開できていない。